# ブルーノ・サッシー
ブルーノ・サッシー（Bruno Sassi、1970年12月15日 - ）は、アメリカ合衆国のプロレスラー。ビッグ・ティリーとのタッグであるファイ・デルタ・スラムで有名。

## 来歴
1988年に高校を卒業後にプロレスラーになるべくトレーイングを開始、9月末にリングデビューしている。1990年にナッシュビルに拠点を置くNWAで活動をしていた。フロリダ州のインディー団体でも活動するようになり、” ブラザー”ダン・エヴァンスとフラタニティとソロリティ・ギミックのタッグを組むようになった。エヴァンスが怪我で引退をするとギミックを維持しつつビッグ・ティリーと合流、ファイ・デルタ・スラムを結成している。1994年から2000年にかけてWWFで試合をこなしていた時期もあった。
2005年にファイ・デルタ・スラムはTNAに参戦し、ダーク・マッチを行いデビューするがすぐに解雇されている。2007年の単発参戦後、2009年にメインイベント・マフィアのセキュリティ・ガードとして再登場を果たす。しかし、あまり活躍できないままフェードアウトしている。

## その他
プロレスラーとしての活動において第一線から退き、2004年よりフロリダ州コーラルスプリングスにてCCW（Coastal Championship Wrestling）なるインディー団体を設立。レスラー育成に励んでいる。

## 得意技
- インティエイション

シットアウト・DDT
- スタイナー・スクリュー・ドライバー
- コーナーに押し込んでの連続ストンピング

## 獲得タイトル
AWF（American Wrestling Federation）
- AWFタッグチーム王座 : 1回（w/ビッグ・ティリー）

CCW（Coastal Championship Wrestling）
- CCWヘビー級王座 : 1回
- CCWタッグチーム王座 : 1回（w/ビッグ・ティリー）

FOW（Future of Wrestling）
- FOWヘビー級王座 : 1回
- FOWインターコンチネンタルヘビー級王座 : 1回

FWA (Florida Wrestling Alliance)
- FWAヘビー級王座 : 1回
- FWAライトヘビー級王座: 1回
- FWAタッグチーム王座 : 4回（w/ビッグ・ティリー）

IPWA（Independent Pro Wrestling Association）
- IPWAライトヘビー級王座: 1回
- IPWAタッグチーム王座 : 5回（w/ビッグ・ティリー）

IWF（International Wrestling Federation）
- IWFタッグチーム王座 : 4回（w/ビッグ・ティリー）

SECW（South Eastern Championship Wrestling）
- SECWタッグチーム王座 : 1回（w/ビッグ・ティリー）

WWW（World Wide Wrestling）
- WWWタッグチーム王座 : 2回（w/ビッグ・ティリー）